# Jehan Boutillier

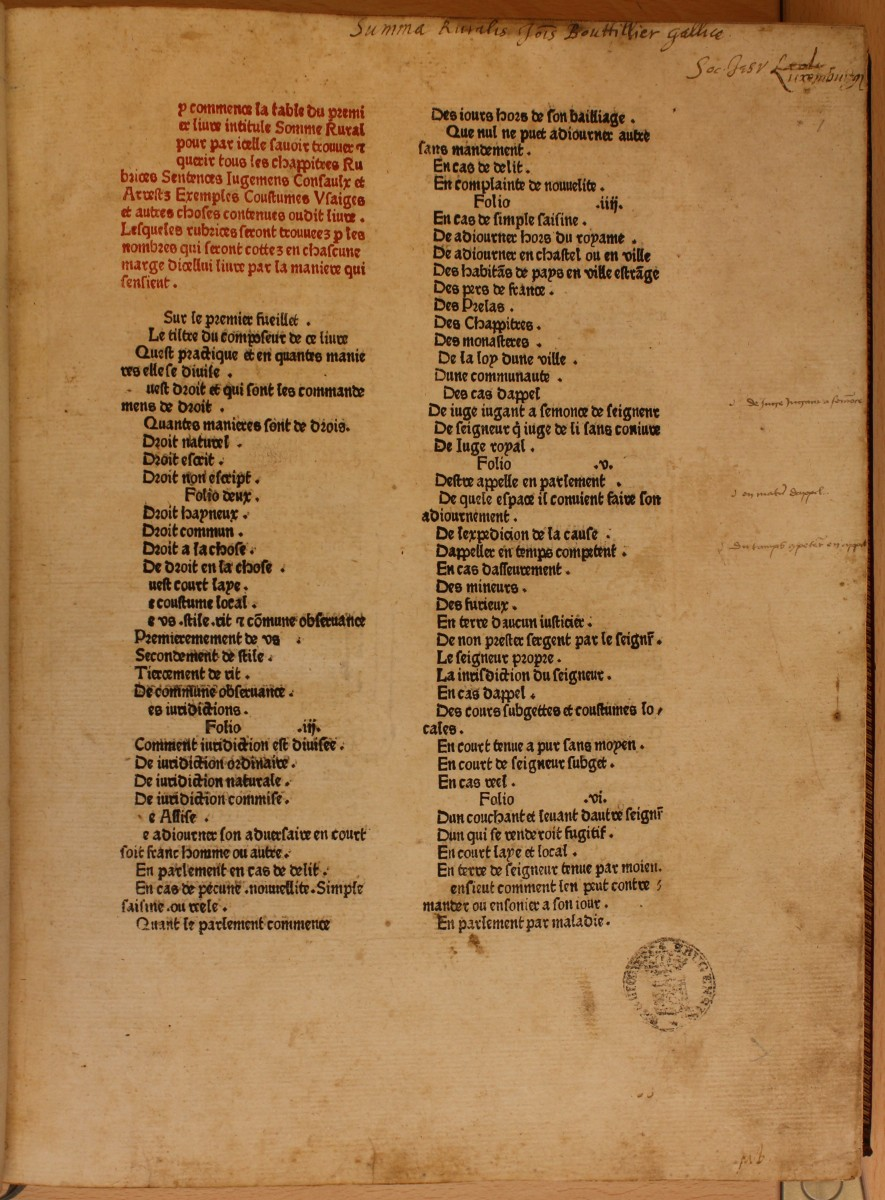
Fragment uit La Somme Rural van Boutillier, gedrukt door Colard Mansion in 1479, in Brugge. Bewaard door de Openbare Bibliotheek Brugge.

Jehan Boutillier (Pernes, omstreeks 1340 - overleden omstreeks 1396) was een Frans rechtsgeleerde. Hij schreef de Somme rural dat tot in de 17de eeuw werd gebruikt in de rechtspraak en een van de belangrijkste bronnen was van het recht in een gebied dat het noorden van Frankrijk en het westen van het huidige België omvatte.

## Leven
Rond 1370 werd Boutillier benoemd tot luitenant van de baljuw van Vermandois in het koninkrijk Frankrijk. Omstreeks 1380 werd hij zelf baljuw van het kleine baljuwschap Tournaisis-en-Mortagne. In 1386 werd Boutillier terug luitenant van de baljuw in het pas opgerichte baljuwschap Doornik-Mortagne-Saint-Amand. Hij verkreeg eveneens de titel conseiller du roi (raadgever van de koning).

## Werk
Boutillier is vooral bekend omwille van zijn werk Somme rural dat hij waarschijnlijk tussen 1393 en 1396 schreef. Hij beschrijft hierin het gewoonterecht in een gebied dat het noorden van Frankrijk en het westen van het huidige België omvatte. Hiervoor putte hij uit oude rechtspraak, kerkelijke ordonnanties en ontleende hij rechtsregels uit het Romeins recht en uit het canoniek recht die hij op zijn eigen wijze interpreteerde.
Van dit werk zijn er in het Frans 23 drukken bekend tot in 1621 en van de Nederlandse vertaling waren er zes drukken (Delft 1483, Antwerpen 1503, 1520, 1529, 1542, 1550). Het werk werd tot in de 17de eeuw als bron gebruikt in de rechtspraak van het omschreven gebied.
Charles de Montesquieu vermeldde de Somme rural in zijn werk Over de geest van de wetten uit 1748.